# Ситне игре
„Ситне игре” је југословенски ТВ филм из 1981. године. Режирао га је Марио Фанели а сценарио је написао Казимир Кларић.

## Улоге
| Глумац            | Улога |
| ----------------- | ----- |
| Влатко Дулић      |       |
| Љубица Јовић      |       |
| Ана Карић         |       |
| Звонко Лепетић    |       |
| Божидар Орешковић |       |
| Иво Сердар        |       |
| Божидар Смиљанић  |       |